# فلسفه جنگ
فلسفه جنگ زمینه‌ای از کوشش فلسفی است که قصد پاسخ دادن به پرسش‌هایی مانند این را دارد که: جنگ چیست و چگونه می‌توان آن را تعریف کرد؟ رابطهٔ بین روان انسان و جنگ چیست؟ تا چه حدی مسئولیت وقوع جنگ به عهده انسان‌ها است؟
جنگ و صلح بخش مهمی از تاریخ زندگی بشر را تشکیل می‌دهد. تصاویر و داستان‌های مربوط به جنگ‌ها، تجاوزات و فتوحات، معاهده‌ها و قراردادهای صلح در مذهب، ادبیات و هنر به صورت برجسته‌ای به چشم می‌خورد. این حقیقت این سؤال را برمی‌انگیزد که آیا تکرار مکرّر جنگ و صلح به دلایل وجود پایگاه‌های روانی، جسمانی در انسان بوده و آیا این دلایل به همراه فرایندهای اقتصادی حاکم بر جوامع انسانی توضیحی برای این حقیقت فراهم می‌آورند؟
جنگ و صلح اغلب به دلایل عملی، به دلیل وجود وضعیت نامساعد یا قابلیت فرصت طلبی، اتفاق می‌افتند. هرچند جنگ و صلح ابعاد گسترده‌ای دارد ولی تمرکز اصلی فیلسوفان روی ملاحظات عملی موضوع بوده، و این مبحث را به عنوان بخشی از فلسفه اخلاق یا فلسفه سیاسی طبقه‌بندی می‌کنند.
فیلسوفان در پاسخ به این سؤال که «آیا امکان وجود صلح بین انسان‌ها در سرتاسر عالم وجود دارد؟» هم‌نظر نیستند. آن دسته از فیلسوفانی که اعتقاد ندارند که جنگ در جوامع انسانی به صورت طبیعی قابل منسوخ کردن است کمر همت را برای یافتن اصول صحیح جنگیدن می‌بندند: آیا جنگیدن باید محدود به دفاع شخصی باشد یا اینکه تصمیم‌گیری در این مورد را باید به رهبران سیاسی و نظامی واگذار کرد؟ توافق نظری در جواب به این سؤال یا حتی در مورد قوانین جنگی پس از شروع جنگ وجود ندارد. برخی از فیلسوفان می‌گویند که نیروی مهاجم تنها باید از آسیب غیر متناسب امتناع بورزد، ولی دیگران هرگونه آسیب به بی‌گناهان (مانند غیر شهرنشینان و غیر جنگجویان) را غیراخلاقی می‌دانند؛ ولی وقتی که اوضاع به صورت فوق‌العاده‌ای خطرناک می‌شود ممکن است اعمال این‌گونه محدودیت‌ها لازم نباشد هرچند این موضوع جدال آمیزی بین اخلاقیون بوده‌است. در واقع جواب به سؤالات مشکلی مانند اینکه آیا می‌توان به جنگ رفت بحث را به سمت پرسش‌های بنیادی‌تری در زمینه خود اخلاقیات و ماهیت آن هدایت می‌کند.
آن دسته از فیلسوفانی که اعتقاد دارند که جنگ در جوامع انسانی قابل منسوخ کردن است و صلح پایدار قابل دسترسی، در مورد شرایط محقق شدن آن به کاوش می‌پردازند. به عقیده برخی این کار نیاز به این دارد که به اشخاص نوعی از اخلاقیات صلح‌طلبانه آموزش داده شود؛ فیلسوفان دیگر بر نیاز به حکومت قانون تأکید می‌ورزند. یک جامعه اساساً بدون قانون به افراد آزادی تجاوز به املاک یکدیگر را می‌دهد که باعث بروز جنگ‌ورزی دائمی بین آن‌ها می‌شود. هابز این وضعیت بی‌قانونی را به وضع طبیعی (به انگلیسی: state of nature) تشبیه کرده‌است. در حالی که معاهده‌ها می‌تواند برخی از جنگ‌ها را متوقف کند ولی برقراری امنیت و صلح نیاز به تشکیل ارگان‌های اجتماعی استواری دارد.